# キャル (映画)
『キャル』（原題：Cal）は、1984年制作のイギリスのドラマ映画。
北アイルランドの政治的紛争を背景に、1人の青年の愛と苦い青春を描く。第37回カンヌ国際映画祭女優賞受賞（ヘレン・ミレン）。

## あらすじ
北アイルランドの小さな村で父と共にひっそり暮らす青年キャルはカトリックであることから、プロテスタントが支配的な周囲の中で孤立していた。やがてキャルはアイルランド共和軍（IRA）に参加し、テロの現場に立ち会うようになる。
そんなある日、キャルは町の図書館で働くマーセラという女性と出会う。彼女は夫をIRAのテロで殺され、彼女もカトリックであるため、プロテスタントの夫の親戚と関係がうまくいっていなかった。キャルは自分と同じような境遇を持つマーセラに惹かれ、愛し合うようになる。そして彼女の義母の農場の仕事を手伝うようになり、やがてそこで下男として働くことになる。
だがやがて、キャルはある事実を知る。マーセラの夫は自分が立ち会ったテロで殺されたのだった。罪の意識にさいなまれたキャルは組織から脱退したいと望むが、組織はそれを許さず、クリスマス・イヴの夜、彼は捕えられて強制的に連行されてしまう。

## キャスト
- キャル：ジョン・リンチ
- マーセラ：ヘレン・ミレン
- シャミー：ドナル・マッキャン
- ダンロップ：レイ・マカナリー
- クリリー：スティーヴン・リムカス